# Swanton (Nebraska)
Swanton és una població dels Estats Units a l'estat de Nebraska. Segons el cens del 2000 tenia 106 habitants.

## Demografia
Segons el cens del 2000, Swanton tenia 106 habitants, 50 habitatges, i 26 famílies. La densitat de població era de 204,6 habitants per km².
Dels 50 habitatges en un 18% hi vivien nens de menys de 18 anys, en un 44% hi vivien parelles casades, en un 4% dones solteres, i en un 48% no eren unitats familiars. En el 44% dels habitatges hi vivien persones soles el 20% de les quals corresponia a persones de 65 anys o més que vivien soles. El nombre mitjà de persones vivint en cada habitatge era de 2,12 i el nombre mitjà de persones que vivien en cada família era de 3.
Per edats la població es repartia de la següent manera: un 25,5% tenia menys de 18 anys, un 2,8% entre 18 i 24, un 25,5% entre 25 i 44, un 27,4% de 45 a 60 i un 18,9% 65 anys o més.
L'edat mediana era de 40 anys. Per cada 100 dones de 18 o més anys hi havia 107,9 homes.
La renda mediana per habitatge era de 21.875 $ i la renda mediana per família de 52.500 $. Els homes tenien una renda mediana de 24.844 $ mentre que les dones 19.375 $. La renda per capita de la població era de 19.170 $. Cap de les famílies i el 14,6% de la població estaven per davall del llindar de pobresa.

## Poblacions més properes
El següent diagrama mostra les poblacions més properes.